# باول باولاك
باول باولاك (بالإنجليزية: Paul Pawlak)‏ هو مدير فني أمريكي، ولد في 25 يوليو 1940.